# Кароль Юзеф Сєдльніцький
Кароль Юзеф Гіацинт Сєдльніцький (пол. Karol Józef Hiacynt Sedlnicki; 13 червня 1703 — 8 січня 1761) — державний діяч, урядник Речі Посполитої.

## Життєпис
Походив з моравського-сілезького шляхетського роду Сєдльніцьких гербу Одровонж. Син графа Кароля Юліуша Сєдльніцького, посла імператора Священної Римської імперії в Османській імперії, та Марії Казимири Пеняжковни. Народився 1703 року у містечку Опавиця (королівство Богемія). Здобув освіту в Вітуліні (Підляшшя), на батьківщині його матері.
1725 року пошлюбив Констанцію Браницьку, доньку Стефана Миколая Браницького, підляського воєводи. У 1730 і 1732 роках обраний послом на сейм. 1731 році стає підчашим литовським (до 1736 року).
У 1733 році підтримав кандидату Августа Веттіна на трон Речі Посполитої. 1734 року Сєдльніцького було призначено маршалком двору і адміністратом скарбниці королеви Марії Жозефи Австрійської. 1736 року призначено підскарбнієм надвірним коронним. 1738 року отримав орден Білого Орла. 1739 року стає воєводою підляським.
У 1745 році отримав посаду підскарбія великого коронного. 1746 року обирається послом на сейм. Отримав староства мельницького і джезгонського.